# Чемпионат России по волейболу среди женщин 2005/2006
15-й чемпионат России по волейболу среди женских команд суперлиги проходил с 21 октября 2005 по 7 мая 2006 года. Чемпионский титул впервые в своей истории выиграло московское «Динамо».

## Регламент турнира
В суперлиге принимали участие 12 команд. Соревнования проводились в два этапа — предварительный и финальный (плей-офф и плей-аут). Сначала состоялись игры предварительного этапа в 2 круга по разъездному календарю, в результате которых определились 8 команд, которые разыграли 1-8 места по системе плей-офф, и 4 команды, разыгравшие 9-12 места.
Четвертьфиналы проводились до двух побед одной из команд (система 1-1-1). Победители серий вышли в полуфинал за 1-4 места, проигравшие в однокруговом турнире разыграли места с 5-е по 8-е с учётом всех результатов предварительного этапа.
Игры полуфинала проводились до трёх побед одной из команд (система 2-2-1). В финалах встретились: за 1-2 места — победители полуфиналов, за 3-4 места — проигравшие в полуфиналах.
Все финалы проводились сериями до трёх побед одной из команд (система 2-2-1).
Команды, занявшие на предварительном этапе 9-12 места, играли турами в два круга. Учитывались все результаты предварительного этапа. Две команды, занявшие в этом турнире 11 и 12 места, выбыли в высшую лигу «А».
За победу команды получали 2 очка, за поражение — 1, за неявку — 0. При равенстве очков у двух и более команд расстановка определялась по соотношению выигранных и проигранных партий во всех матчах. В заявку на матч разрешалось заявлять 12 волейболисток, в том числе одного либеро. Количество иностранных игроков в команде должно быть не более двух.

## Суперлига

### Предварительный этап
21 октября 2005 — 26 марта 2006
| М  | Команда                            | 1       | 2       | 3       | 4       | 5       | 6       | 7       | 8       | 9       | 10      | 11      | 12      | И  | В  | П  | С/П   | О  |
| -- | ---------------------------------- | ------- | ------- | ------- | ------- | ------- | ------- | ------- | ------- | ------- | ------- | ------- | ------- | -- | -- | -- | ----- | -- |
| 1  | «Динамо» Москва                    |         | 3:0 3:2 | 3:0 3:1 | 3:0 0:3 | 3:0 3:1 | 3:1 3:0 | 3:0 3:1 | 3:1 3:0 | 3:0 3:1 | 3:0 3:1 | 3:0     | 3:0 2:3 | 22 | 20 | 2  | 62:15 | 42 |
| 2  | «Заречье-Одинцово» Московская обл. | 0:3 2:3 |         | 3:0 3:2 | 3:0 1:3 | 3:0 0:3 | 3:0 2:3 | 3:0 1:3 | 3:0 3:2 | 3:0 3:1 | 3:1 3:0 | 3:0     | 3:0     | 22 | 16 | 6  | 54:24 | 38 |
| 3  | «Динамо» Московская обл.           | 0:3 1:3 | 0:3 2:3 |         | 3:2 3:1 | 1:3 3:1 | 3:2 3:0 | 3:0 0:3 | 3:0 3:2 | 1:3 3:1 | 1:3 3:2 | 3:0     | 3:0 3:2 | 22 | 14 | 8  | 48:37 | 36 |
| 4  | «Уралочка»-НТМК Свердловская обл.  | 0:3 3:0 | 0:3 3:1 | 2:3 1:3 |         | 2:3 3:0 | 3:0 0:3 | 1:3 3:0 | 3:0 3:1 | 0:3 3:1 | 2:3 3:2 | 3:0     | 3:0     | 22 | 13 | 9  | 47:32 | 35 |
| 5  | «Самородок» Хабаровск              | 0:3 1:3 | 0:3 3:0 | 3:1 1:3 | 3:2 0:3 |         | 3:2 0:3 | 3:0     | 2:3 0:3 | 3:0 2:3 | 0:3 3:0 | 3:1 3:0 | 3:1     | 22 | 12 | 10 | 42:38 | 34 |
| 6  | «Казаночка» Казань                 | 1:3 0:3 | 0:3 3:2 | 2:3 0:3 | 0:3 3:0 | 2:3 3:0 |         | 0:3 3:1 | 1:3 3:1 | 3:1 2:3 | 3:1     | 3:1     | 3:0 3:1 | 22 | 12 | 10 | 44:40 | 34 |
| 7  | «Тулица» Тула                      | 0:3 1:3 | 0:3 3:1 | 0:3 3:0 | 3:1 0:3 | 0:3     | 3:0 1:3 |         | 3:1 0:3 | 0:3 3:1 | 3:1 3:0 | 3:0 0:3 | 3:2 3:1 | 22 | 11 | 11 | 35:41 | 33 |
| 8  | ЦСКА Москва                        | 1:3 0:3 | 0:3 2:3 | 0:3 2:3 | 0:3 1:3 | 3:2 3:0 | 3:1 1:3 | 1:3 3:0 |         | 3:0 3:1 | 1:3     | 3:1 3:0 | 3:0 3:1 | 22 | 10 | 12 | 40:42 | 32 |
| 9  | Балаковская АЭС Балаково           | 0:3 1:3 | 0:3 1:3 | 3:1 1:3 | 3:0 1:3 | 0:3 3:2 | 1:3 3:2 | 3:0 1:3 | 0:3 1:3 |         | 2:3 3:1 | 3:1     | 3:0 3:1 | 22 | 10 | 12 | 39:45 | 32 |
| 10 | «Стинол» Липецк                    | 0:3 1:3 | 1:3 0:3 | 3:1 2:3 | 3:2 2:3 | 3:0 0:3 | 1:3     | 1:3 0:3 | 3:1     | 3:2 1:3 |         | 3:1 2:3 | 3:0 3:1 | 22 | 9  | 13 | 39:48 | 31 |
| 11 | «Факел» Новый Уренгой              | 0:3     | 0:3     | 0:3     | 0:3     | 1:3 0:3 | 1:3     | 0:3 3:0 | 1:3 0:3 | 1:3     | 1:3 3:2 |         | 3:2 3:0 | 22 | 4  | 18 | 19:58 | 26 |
| 12 | «Университет» Белгород             | 0:3 3:2 | 0:3     | 0:3 2:3 | 0:3     | 1:3     | 0:3 1:3 | 2:3 1:3 | 0:3 1:3 | 0:3 1:3 | 0:3 1:3 | 2:3 0:3 |         | 22 | 1  | 21 | 16:65 | 23 |

### Плей-офф

#### Четвертьфинал
Серия до двух побед. 2, 6 и 10 апреля 2006.
Динамо (М) — ЦСКА 2-0
Москва. 3:0 (25:17, 25:23, 25:20)
Москва. 3:0 (25:16, 25:23, 25:13)
Заречье-Одинцово — Тулица 2-1
Одинцово. 3:1 (25:19, 25:23, 19:25, 25:17)
Тула. 2:3 (23:25, 23:25, 25:21, 25:14, 12:15)
Одинцово. 3:0 (25:22, 25:21, 25:21)
Динамо (МО) — Казаночка 2-0
Москва. 3:2 (25:19, 25:20, 16:25, 22:25, 15:13)
Казань. 3:2 (18:25, 25:22, 25:22, 23:25, 15:13)
Уралочка-НТМК — Самородок 2-1
Нижний Тагил. 3:0 (25:21, 25:14, 25:13)
Хабаровск. 0:3 (15:25, 16:25, 15:25)
Нижний Тагил. 3:0 (25:15, 25:19, 25:12)

#### Полуфинал
Серия до трёх побед. 17-18, 22-23 и 27 апреля 2006.
Динамо (М) — Уралочка-НТМК 3-0
Москва. 3:1 (25:19, 23:25, 25:21, 25:20)
Нижний Тагил. 3:0 (26:24, 25:22, 25:18)
Москва. 3:0 (25:23, 25:19, 25:17)
Заречье-Одинцово — Динамо (МО) 3-1
Одинцово. 1:3 (25:19, 14:25, 19:25, 18:25)
Москва. 3:2 (24:26, 25:22, 25:20, 20:25, 15:13)
Одинцово. 3:0 (25:19, 25:17, 25:16)
Москва. 3:0 (25:21, 25:21, 25:23)

#### Матчи за 3-е место
Серия до трёх побед. 1-2, 6-7 и 11 мая 2006.
Динамо (МО) — Уралочка-НТМК 3-1
Москва. 3:2 (20:25, 20:25, 25:20, 25:21, 22:20)
Москва. 3:1 (25:23, 25:18, 25:27, 25:23)
Нижний Тагил. 2:3 (19:25, 30:28, 25:23, 20:25, 13:15)
Нижний Тагил. 3:2 (18:25, 25:20, 15:25, 26:24, 15:10)

#### Финал
Серия до трёх побед. 1-2, 6-7 и 11 мая 2006.
Динамо — Заречье-Одинцово 3-0
Москва. 3:1 (25:11, 20:25, 25:17, 26:24)
Москва. 3:0 (25:21, 25:23, 25:18)
Одинцово. 3:1 (24:26, 25:21, 25:20, 25:23)

### Турнир за 5-8 места
Однокруговой турнир с учётом всех результатов предварительного этапа. 24-26 апреля 2006. Хабаровск.
| М | Команда               | 5   | 6   | 7   | 8   | И  | В  | П  | С/П   | О  |
| - | --------------------- | --- | --- | --- | --- | -- | -- | -- | ----- | -- |
| 5 | «Самородок» Хабаровск |     | 3:1 | 3:1 | 3:1 | 25 | 15 | 10 | 51:41 | 40 |
| 6 | «Казаночка» Казань    | 1:3 |     | 3:1 | 3:1 | 25 | 14 | 11 | 51:45 | 39 |
| 7 | ЦСКА Москва           | 1:3 | 1:3 |     | 3:2 | 25 | 11 | 14 | 45:50 | 36 |
| 8 | «Тулица» Тула         | 1:3 | 1:3 | 2:3 |     | 25 | 11 | 14 | 39:50 | 36 |

### Плей-аут
Двухтуровой турнир с учётом всех результатов предварительного этапа. 1 тур — 14-16 апреля 2006 (Балаково), 2 тур — 27-29 апреля 2006 (Липецк).
| М  | Команда                  | 9       | 10      | 11      | 12      | И  | В  | П  | С/П   | О  |
| -- | ------------------------ | ------- | ------- | ------- | ------- | -- | -- | -- | ----- | -- |
| 9  | «Стинол» Липецк          |         | 3:2 3:0 | 3:1 3:0 | 3:2 3:0 | 28 | 15 | 13 | 57:53 | 43 |
| 10 | Балаковская АЭС Балаково | 2:3 0:3 |         | 3:1 0:3 | 3:1 1:3 | 28 | 12 | 16 | 48:59 | 40 |
| 11 | «Факел» Новый Уренгой    | 1:3 0:3 | 1:3 3:0 |         | 3:0 3:2 | 28 | 7  | 21 | 30:69 | 35 |
| 12 | «Университет» Белгород   | 2:3 0:3 | 1:3 3:1 | 0:3 2:3 |         | 28 | 2  | 26 | 24:81 | 30 |

### Итоги

Динамо (Москва) — чемпион России 2006

| 1. «Динамо» (Москва)                       | 7. ЦСКА (Москва)               |
| 2. «Заречье-Одинцово» (Московская область) | 8. «Тулица» (Тула)             |
| 3. «Динамо» (Московская область)           | 9. «Стинол» (Липецк)           |
| 4. «Уралочка»-НТМК (Свердловская область)  | 10. Балаковская АЭС (Балаково) |
| 5. «Самородок» (Хабаровск)                 | 11. «Факел» (Новый Уренгой)    |
| 6. «Казаночка» (Казань)                    | 12. «Университет» (Белгород)   |

### Команды и игроки
После имени и фамилии волейболистки указано количество сыгранных ею матчей в ходе чемпионата (в скобках — в стартовом составе + в качестве либеро).
 «Динамо» (Москва)
Татьяна Грачёва — 30 (30), Мария Бородакова — 30 (30), Озлем Озчелик — 30 (30), Екатерина Гамова — 29 (29), Наталья Ханикоглу — 29 (29), Наталья Курносова — 27 (27), Виктория Подкопаева — 26 (0+26), Ольга Ильина — 13 (4), Мария Жадан — 13, Екатерина Кабешова — 10 (0+4), Елена Лисовская — 8, Анастасия Маркова — 3, Татьяна Кошелева — 2, Елена Година — 1 (1).
Главный тренер — Леонид Зайко.
 «Заречье-Одинцово» (Московская область)
Анна Левченко — 32 (32), Ракел да Силва — 32 (31), Наталья Сафронова — 31 (31), Елена Ганшина — 31 (0+30), Жанна Проничева — 29 (29), Юлия Меркулова — 28 (27), Татьяна Горшкова — 25 (19), Анна Артамонова — 24 (2+2), Ольга Адаменя — 24, Наталья Мельникова — 21 (11), Анна Моисеенко — 21, Ольга Фатеева — 16 (10), Евгения Загорец — 2.
Главный тренер — Павел Матиенко.
 «Динамо» (Московская область)
Ольга Житова — 32 (32), Ольга Чуканова — 32 (31), Ольга Сажина — 32 (30), Нелли Алишева — 31 (31), Ольга Мустафаева — 31 (0+31), Полина Вергун — 30 (7), Росир Кальдерон Диас — 28 (28), Сойла Баррос Фернандес — 27 (27), Наталья Назарова — 16 (5), Марина Егорова — 13 (1), Мария Базанова — 13, Ольга Филина — 2 (0+1).
Главный тренер — Михаил Омельченко.
- «Уралочка»-НТМК (Свердловская область)

Александра Пасынкова — 31 (31), Марина Шешенина — 31 (31), Ирина Тебенихина — 31 (30), Елена Плотникова — 31 (28+1), Елена Сенникова — 31 (1+30), Нэнси Каррильо де ла Пас — 27 (27), Юмилка Руис Луасес — 27 (26), Виктория Русакова — 23 (4), Юлия Байлукова — 9 (6), Мария Белобородова — 4 (3), Наталья Караулова — 4 (2), Светлана Чеснокова — 3 (2), Евгения Артамонова — 2, Анастасия Салина — 1 (1), Ксения Сизова — 1 (0+1), Ольга Подлесная — 1, Татьяна Кунышева — 1.
Главный тренер — Николай Карполь.
- «Самородок» (Хабаровск)

Марина Акулова — 28 (28), Анна Плигунова — 28 (28), Марина Манюк — 28 (28), Наталья Куликова — 28 (28), Анастасия Беликова — 27 (25), Наталья Васюкович — 27 (15), Ксения Пешкина — 23 (1), Наталья Кузнецова — 20 (0+13), Анна Чумакова — 17 (0+15), Анна Цокур — 16 (13), Ольга Сабитова — 10, Анна Лобадина — 8, Анастасия Устименко — 4, Антонина Шестак — 4, Анна Андронова — 2.
Главные тренеры — Сергей Алексеев; с декабря 2005 Виктор Бардок.
- «Казаночка» (Казань)

Ольга Николаева — 27 (27), Оксана Ковальчук — 27 (27), Светлана Крылова — 27 (23), Юлия Хамитова — 27, Иляна Гочева — 26 (25), Ольга Озова — 26 (19), Татьяна Фукс — 26 (15+6), Александра Гулевская — 26 (0+21), Галия Козина — 23 (3), Елена Пономарёва — 21 (19), Елена Куликова — 16 (4), Юлия Петрянина — 8, Татьяна Белявская — 3, Любовь Пронина — 1.
Главный тренер — Пётр Хилько.
- ЦСКА (Москва)

Татьяна Свирина — 27 (27), Леся Махно — 27 (27), Ольга Букреева — 27 (27), Юлия Ильина — 27 (26), Ирина Кононович — 27 (0+27), Елена Гуськова — 26 (26), Елена Гуркова — 24 (24), Анна Зайко — 23 (1), Анастасия Шмелёва — 20 (2), Ольга Рыжова — 19 (2), Татьяна Семеняка — 6.
Главный тренер — Валерий Лосев.
- «Тулица» (Тула)

Елена Маслова — 28 (28), Екатерина Осичкина — 28 (28), Малгожата Немчик-Вольска — 28 (28), Агата Карчмаржевска — 28 (28), Ирина Сухова — 28 (28), Алина Елизарова — 28 (27), Екатерина Леонова — 28 (0+28), Наталья Шадрина — 13, Екатерина Старикова — 12 (1), Анна Иванова — 11, Анастасия Лопатина — 11, Жудитт-Флорес Писнюк — 7, Оксана Куманёва — 2.
Главный тренер — Анатолий Овсянников.
- «Стинол» (Липецк)

Анастасия Гуськова — 28 (28), Надежда Богданова — 28 (26), Светлана Крючкова — 28 (0+28), Мария Брунцева — 27 (26), Анна Арбузова — 27 (17), Алина Бутько — 24 (11), Любка Дебарлиева — 23 (22), Вера Улякина — 20 (6), Екатерина Певцова — 17 (10), Наталья Вдовина — 14 (11), Жанна Новикова — 12 (1), Регина Мороз — 9 (7), Яна Вамзер — 9 (3).
Главный тренер — Юрий Щуплов.
- Балаковская АЭС (Балаково)

Ксения Илющенко — 28 (28), Юлиана Киселёва — 28 (28), Ольга Фадеева — 28 (0+28), Инесса Коркмаз — 27 (25), Екатерина Громова — 24 (23), Лариса Шаманаева — 24 (19), Елена Устименко — 20 (19), Елена Ирисова — 19 (5), Елена Гуменюк — 14 (7), Елена Савинова — 13 (6), Анна-Мириам Гансонре — 11 (8), Наталья Аболмасова — 11, Анна Муравьёва — 4, Светлана Акулова — 3, Юлия Свистина — 2, Яна Щербань — 2.
Главный тренер — Владислав Фадеев.
- «Факел» (Новый Уренгой)

Татьяна Гречко — 27 (24), Наталья Чумакова — 26 (26), Екатерина Орлова — 24 (18), Дарья Белокоровкина — 22 (17), Екатерина Чернова — 21 (0+21), Юделкис Баутиста — 18 (18), Кениа Морета Перес — 18 (18), Ольга Иванкова — 17 (11), Екатерина Лобанова — 14 (2+7), Людмила Малофеева — 14 (2), Анна Симонова — 12 (12), Виктория Кожина — 10 (10), Ирина Тарасова — 5 (3), Ирина Климанова — 4 (1), Ольга Поташова — 3 (3), Мария Мурнина — 3 (2).
Главный тренер — Николай Сорогин.
- «Университет» (Белгород)

Лариса Сычёва — 28 (28), Олеся Шаравская — 28 (27), Ольга Ничутина — 27 (24), Мария Дускрядченко — 26 (24), Светлана Левина — 24 (24), Елена Сычёва — 21 (17), Евгения Корабельщикова — 21 (0+12), Мария Васич-Тесович — 17 (15), Ирина Бровко — 17 (0+16), Ольга Шостик — 15, Марианна Язепчик — 11 (4), Алина Бершакова — 10 (2), Виктория Растыкус — 3 (1), Ольга Ерёмина — 3, Ирина Кохан — 2 (1), Александра Коруковец — 1 (1).
Главный тренер — Раиса Попова.

### Самые результативные
| Общая результативность                    | Общая результативность |
|                                           | Очки                   |
| ----------------------------------------- | ---------------------- |
| 1. Юмилка Руис Луасес («Уралочка»-НТМК)   | 578                    |
| 2. Екатерина Гамова («Динамо» М)          | 555                    |
| 3. Росир Кальдерон Диас («Динамо» МО)     | 495                    |
| 4. Нелли Алишева («Динамо» МО)            | 480                    |
| 5. Наталья Сафронова («Заречье-Одинцово») | 464                    |
| 6. Оксана Ковальчук («Казаночка»)         | 443                    |
| 7-8. Анастасия Гуськова («Стинол»)        | 411                    |
| 7-8. Леся Махно (ЦСКА)                    | 411                    |
| 9. Ольга Букреева (ЦСКА)                  | 402                    |
| 10. Агата Карчмаржевска («Тулица»)        | 398                    |

| Атака                                     | Атака |
|                                           | Очки  |
| ----------------------------------------- | ----- |
| 1. Юмилка Руис Луасес («Уралочка»-НТМК)   | 514   |
| 2. Росир Кальдерон Диас («Динамо» МО)     | 439   |
| 3. Екатерина Гамова («Динамо» М)          | 430   |
| 4. Наталья Сафронова («Заречье-Одинцово») | 414   |
| 5. Нелли Алишева («Динамо» МО)            | 384   |
| 6. Оксана Ковальчук («Казаночка»)         | 364   |
| 7. Анастасия Гуськова («Стинол»)          | 355   |
| 8. Агата Карчмаржевска («Тулица»)         | 339   |
| 9. Наталья Ханикоглу («Динамо» М)         | 334   |
| 10. Ольга Букреева (ЦСКА)                 | 331   |

| Блок                                     | Блок |
|                                          | Очки |
| ---------------------------------------- | ---- |
| 1. Ольга Житова («Динамо» МО)            | 128  |
| 2. Сойла Баррос Фернандес («Динамо» МО)  | 122  |
| 3. Екатерина Осичкина («Тулица»)         | 104  |
| 4. Мария Бородакова («Динамо» М)         | 102  |
| 5. Озлем Озчелик («Динамо» М)            | 88   |
| 6. Ольга Николаева («Казаночка»)         | 87   |
| 7. Иляна Гочева («Казаночка»)            | 85   |
| 8-9. Нелли Алишева («Динамо» МО)         | 75   |
| 8-9. Юлия Меркулова («Заречье-Одинцово») | 75   |
| 10. Инесса Коркмаз (Балаковская АЭС)     | 73   |

| Подача                                        | Подача |
|                                               | Очки   |
| --------------------------------------------- | ------ |
| 1. Нэнси Каррильо де ла Пас («Уралочка»-НТМК) | 69     |
| 2. Екатерина Гамова («Динамо» М)              | 61     |
| 3. Сойла Баррос Фернандес («Динамо» МО)       | 46     |
| 4. Юлиана Киселёва (Балаковская АЭС)          | 42     |
| 5. Анна Арбузова («Стинол»)                   | 38     |
| 6. Александра Пасынкова («Уралочка»-НТМК)     | 36     |
| 7. Леся Махно (ЦСКА)                          | 35     |
| 8. Елена Устименко (Балаковская АЭС)          | 34     |
| 9. Ракел да Силва («Заречье-Одинцово»)        | 31     |
| 10-12. Юмилка Руис Луасес («Уралочка»-НТМК)   | 30     |
| 10-12. Наталья Курносова («Динамо» М)         | 30     |
| 10-12. Дарья Белокоровкина («Факел»)          | 30     |

## Высшая лига «А»
Соревнования в высшей лиге «А» состояли из двух этапов — предварительного и финального. На предварительном этапе соревнования проводились в двух зонах — «Европа» и «Сибирь — Дальний Восток». В финальном этапе принимали участие по три лучшие команды из двух зон.

### Предварительный этап
В обоих зонах соревнования проводились по туровой системе с 7 октября 2005 по 19 марта 2006 и состояли из двух частей: в первой 12 команд в зоне «Европа» и 11 команд в зоне «Сибирь-Дальний Восток» играли в 6 туров, во второй 8 лучших команд в каждой из зон с учётом всех предварительных результатов играли в 4 тура, а оставшиеся 4 команды в зоне «Европа» и 3 команды в зоне «Сибирь-Дальний Восток» играли, соответственно, в 4 и 3 тура с учётом результатов игр между собой в первой части турнира.
| Зона «Европа» | Зона «Европа»                                | Зона «Европа» | Зона «Европа» | Зона «Европа» | Зона «Европа» | Зона «Европа» |
| М             | Команды                                      | И             | В             | П             | С/П           | О             |
| ------------- | -------------------------------------------- | ------------- | ------------- | ------------- | ------------- | ------------- |
| 1             | «Ленинградка» (Санкт-Петербург)              | 36            | 31            | 5             | 102:28        | 67            |
| 2             | «Северсталь» (Череповец)                     | 36            | 27            | 9             | 93:52         | 63            |
| 3             | «Автодор-Метар» (Челябинск)                  | 36            | 25            | 11            | 88:43         | 61            |
| 4             | «Прометей» (Уфа)                             | 36            | 21            | 15            | 71:59         | 57            |
| 5             | «Динамо-Энергия» (Краснодар)                 | 36            | 21            | 15            | 71:61         | 57            |
| 6             | «Искра» (Самара)                             | 36            | 19            | 17            | 69:68         | 55            |
| 7             | «Надежда» (Серпухов)                         | 36            | 16            | 20            | 68:70         | 52            |
| 8             | «Импульс»-ВАЭС (Волгодонск)                  | 36            | 12            | 24            | 51:86         | 48            |
| 9             | РГСУ-«Динамо» (Москва)                       | 22            | 7             | 15            | 37:49         | 29            |
| 10            | «Юность» (Санкт-Петербург)                   | 22            | 6             | 16            | 22:53         | 28            |
| 11            | «Мытищи»-МГОУ (Мытищи)                       | 22            | 3             | 19            | 17:59         | 25            |
| 12            | «Аэрофлот-Уралтрансбанк» (Свердловская обл.) | 22            | 0             | 22            | 5:66          | 22            |

| Зона «Сибирь - Дальний Восток» | Зона «Сибирь - Дальний Восток» | Зона «Сибирь - Дальний Восток» | Зона «Сибирь - Дальний Восток» | Зона «Сибирь - Дальний Восток» | Зона «Сибирь - Дальний Восток» | Зона «Сибирь - Дальний Восток» |
| М                              | Команды                        | И                              | В                              | П                              | С/П                            | О                              |
| ------------------------------ | ------------------------------ | ------------------------------ | ------------------------------ | ------------------------------ | ------------------------------ | ------------------------------ |
| 1                              | «Спартак» (Омск)               | 34                             | 27                             | 7                              | 90:27                          | 61                             |
| 2                              | «Строитель» (Красноярск)       | 34                             | 27                             | 7                              | 89:29                          | 61                             |
| 3                              | «Локомотив-Ангара» (Иркутск)   | 34                             | 26                             | 8                              | 86:32                          | 60                             |
| 4                              | «Спутник» (Новосибирск)        | 34                             | 18                             | 16                             | 68:55                          | 52                             |
| 5                              | «Лицей» (Юрга)                 | 34                             | 17                             | 17                             | 61:61                          | 51                             |
| 6                              | «Хара Морин» (Улан-Удэ)        | 34                             | 12                             | 22                             | 55:70                          | 46                             |
| 7                              | «Томичка-Юпитер» (Томск)       | 34                             | 9                              | 25                             | 45:76                          | 43                             |
| 8                              | «Забайкалка» (Чита)            | 34                             | 9                              | 25                             | 43:79                          | 43                             |
| 9                              | «Аурум» (Хабаровск)            | 20                             | 5                              | 15                             | 25:51                          | 25                             |
| 10                             | МКТ (Тюмень)                   | 20                             | 4                              | 16                             | 20:51                          | 24                             |
| 11                             | «Иркутянка» (Иркутск)          | 20                             | 0                              | 20                             | 7:60                           | 20                             |

### За 9-12 места
| Зона «Европа» | Зона «Европа»                                | Зона «Европа» | Зона «Европа» | Зона «Европа» | Зона «Европа» | Зона «Европа» |
| М             | Команды                                      | И             | В             | П             | С/П           | О             |
| ------------- | -------------------------------------------- | ------------- | ------------- | ------------- | ------------- | ------------- |
| 9             | РГСУ-«Динамо» (Москва)                       | 18            | 13            | 5             | 44:19         | 31            |
| 10            | «Аэрофлот-Уралтрансбанк» (Свердловская обл.) | 18            | 11            | 7             | 34:29         | 29            |
| 11            | «Мытищи»-МГОУ (Мытищи)                       | 18            | 7             | 11            | 29:38         | 25            |
| 12            | «Юность» (Санкт-Петербург)                   | 18            | 5             | 13            | 22:43         | 23            |

| Зона «Сибирь - Дальний Восток» | Зона «Сибирь - Дальний Восток» | Зона «Сибирь - Дальний Восток» | Зона «Сибирь - Дальний Восток» | Зона «Сибирь - Дальний Восток» | Зона «Сибирь - Дальний Восток» | Зона «Сибирь - Дальний Восток» |
| М                              | Команды                        | И                              | В                              | П                              | С/П                            | О                              |
| ------------------------------ | ------------------------------ | ------------------------------ | ------------------------------ | ------------------------------ | ------------------------------ | ------------------------------ |
| 9                              | «Аурум» (Хабаровск)            | 10                             | 8                              | 2                              | 27:12                          | 18                             |
| 10                             | МКТ (Тюмень)                   | 10                             | 9                              | 3                              | 25:14                          | 17                             |
| 11                             | «Иркутянка» (Иркутск)          | 10                             | 0                              | 10                             | 4:30                           | 10                             |

### Финальный этап
В двухтуровом турнире принимали участие по три лучшие команды от двух зон. 1 тур — 4-9 апреля 2006 (Санкт-Петербург), 2 тур — 24-29 апреля 2006 (Омск).
| М | Команда                       | 1       | 2       | 3       | 4       | 5       | 6       | И  | В | П | С/П   | О  |
| - | ----------------------------- | ------- | ------- | ------- | ------- | ------- | ------- | -- | - | - | ----- | -- |
| 1 | «Ленинградка» Санкт-Петербург |         | 3:1     | 0:3 3:0 | 3:0     | 3:0 3:1 | 3:1 3:0 | 10 | 9 | 1 | 27:7  | 19 |
| 2 | «Автодор-Метар» (Челябинск)   | 1:3     |         | 3:1 3:0 | 3:2 3:0 | 3:0     | 3:0     | 10 | 8 | 2 | 26:9  | 18 |
| 3 | «Строитель» Красноярск        | 3:0 0:3 | 1:3 0:3 |         | 3:1 3:0 | 0:3 3:0 | 3:1 3:0 | 10 | 6 | 4 | 19:14 | 16 |
| 4 | «Спартак» (Омск)              | 0:3     | 2:3 0:3 | 1:3 0:3 |         | 1:3 3:1 | 3:0     | 10 | 3 | 7 | 13:22 | 13 |
| 5 | «Северсталь» Череповец        | 0:3 1:3 | 0:3     | 3:0 0:3 | 3:1 1:3 |         | 1:3 2:3 | 10 | 2 | 8 | 11:25 | 12 |
| 6 | «Локомотив-Ангара» Иркутск    | 1:3 0:3 | 0:3     | 1:3 0:3 | 0:3     | 3:1 3:2 |         | 10 | 2 | 8 | 8:27  | 12 |

По итогам финального этапа «Ленинградка» (Санкт-Петербург) и «Автодор-Метар» (Челябинск) получили право на выступление в суперлиге в сезоне 2006—2007.

## Высшая лига «Б»
Итоговая расстановка
| «Европа»                         | «Сибирь-Дальний Восток»               |
| -------------------------------- | ------------------------------------- |
| 1. «Автодор-Метар»-2 (Челябинск) | 1. «Спартак»-2 (Омск)                 |
| 2. «Спартак-Мослифт» (Москва)    | 2. «Старт-Саяны» (Зеленогорск)        |
| 3. «Луч»-ШВСМ (Москва)           | 3. МКТ-2 (Тюмень)                     |
| 4. «Тулица»-2 (Тула)             | 4. «Строитель»-2 (Красноярск)         |
| 5. СДЮШОР-65-«Ника» (Москва)     | 5. «Виктория-Университет» (Сургут)    |
| 6. «Стинол»-2 (Липецк)           | 6. «Пурнефтегаз» (Губкинский)         |
| 7. «Университет-Визит» (Пенза)   | 7. «Томичка-Юпитер»-2 (Томск)         |
| 8. «Олимпия» (Шуя)               | 8. «Университет»-СибГИУ (Новокузнецк) |
| 9. «Спарта» (Нижний Новгород)    |                                       |
| 10. «Рязаночка» (Рязань)         |                                       |
| 11. «Ярославна-ТМЗ» (Тутаев)     |                                       |
| 12. «Анапа» (Анапа)              |                                       |

## Первая лига
Итоговая расстановка
| 1. «Обнинск» (Обнинск)                       |
| 2. «Амонд» (Самара)                          |
| 3. «Заречье-Одинцово»-2 (Московская область) |
| 4. «Смолянка» (Смоленск)                     |
| 5. «Искра»-СГЭА-2 (Самара)                   |
| 6. «Университет»-2 (Белгород)                |
| 7. «Экран» (Санкт-Петербург)                 |
| 8. «Северсталь»-2 (Череповец)                |
| 9. «Казаночка»-2 (Казань)                    |
| 10. «Экономист» (Казань)                     |
| 11. Балаковская АЭС-2 (Балаково)             |
| 12. КСДЮШОР-«Динамо» (Краснодар)             |

## Источник
«Волейбол. Чемпионат России 2007». Альманах Всероссийской федерации волейбола